# پارتسی
پارتسی (به لاتین: Partsi) یک منطقهٔ مسکونی در استونی است که در دهستان پوهالپا واقع شده‌است.